# 中西良太 (映画監督)
中西 良太（なかにし りょうた）は、日本の映画監督、編集技師である。そして、日本映画・テレビ編集協会の正式会員でもある。

## 来歴
2016年12月18日開催の政府主催の台湾映画イベント「高雄短編映画リレー上映会 高雄短片X日本四地：福岡→神戶→名古屋→東京」に映画人として参加。

## 主要作品
- Moxina (魔神仔) （2012年） - Cao Jingyiとの共同監督
- 青空（2012年） - ダイアローグ編集
- らくごえいが（2013年） - 編集[4]

## 著書

### 共著
- 侯孝賢電影講座（2008年） - 香港版、中国語、卓伯棠主編、香港天地図書出版、ISBN 978-988-211-988-8[5]
- 侯孝賢電影講座（2009年） - 中国大陸版、中国語、卓伯棠主編、広西師範大学出版社出版、ISBN 978-7-5633-8401-3[6]

### 関連出版物
- S3D立體電影短片青空製作全紀錄（2011年） - 中国語、国立台北芸術大学出版、ISBN 978-986-03-1144-0[7]